# إميرالد (ويسكونسن)
إميرالد (بالإنجليزية: Emerald, Wisconsin) هي بلدة تقع بولاية ويسكونسن في الولايات المتحدة. تبلغ مساحتها 90.4 (كم²)، وترتفع عن سطح البحر 356 م، بلغ عدد سكانها 691 نسمة في عام 2000 حسب إحصاء مكتب تعداد الولايات المتحدة وتصل الكثافة السكانية فيها 7.7 نسمة/كم2.

## التركيبة السكانية
قام مكتب تعداد الولايات المتحدة بتحديد بيانات التركيبة السكانية لإميرالد في تعداد الولايات المتحدة. في ما يلي، التركيبة السكانية حسب تعدادي 2000 و2010.

### تعداد عام 2000
بلغ عدد سكان إميرادو 510 نسمة بحسب تعداد عام 2000، وبلغ عدد الأسر 234 أسرة وعدد العائلات 120 عائلة مقيمة في المدينة. في حين سجلت الكثافة السكانية 1,632.6 نسمة لكل ميل مربع (630.4/كم2). وبلغ عدد الوحدات السكنية 328 وحدة بمتوسط كثافة قدره 1,050.0 نسمة لكل ميل مربع (405.4/كم2).
وتوزع التركيب العرقي للمدينة بنسبة 76.27% من البيض و 6.86% من الأمريكيين الأصليين و 3.14% من الأمريكيين ذوي الأصول الآسيوية و 5.49% من الأمريكيين الأفارقة و 3.73% من عرقين مختلطين أو أكثر.
بلغ عدد الأسر 234 أسرة كانت نسبة 27.8% منها لديها أطفال تحت سن الثامنة عشر تعيش معهم، وبلغت نسبة الأزواج القاطنين مع بعضهم البعض 37.6% من أصل المجموع الكلي للأسر، ونسبة 11.1% من الأسر كان لديها معيلات من الإناث دون وجود شريك، وكانت نسبة 48.3% من غير العائلات. تألفت نسبة 38.9% من أصل جميع الأسر من أفراد ونسبة 3.4% كانوا يعيش معهم شخص وحيد يبلغ من العمر 65 عاماً فما فوق. وبلغ متوسط حجم الأسرة المعيشية 2.95، أما متوسط حجم العائلات فبلغ 2.18.
بلغ العمر الوسطي للسكان 33 عاماً. وكانت نسبة 24.3% من القاطنين تحت سن الثامنة عشر، وكانت نسبة 9.4% بين الثامنة عشر والأربعة وعشرون عاماً، ونسبة 40.2% كانت واقعةً في الفئة العمرية ما بين الخامسة والعشرون حتى والأربعة وأربعون عاماً، ونسبة 22.2% كانت ما بين الخامسة والأربعون حتى الرابعة والستون، ونسبة 3.9% كانت ضمن فئة الخامسة والستون عاماً فما فوق. يوجد لكل 100 أنثى 127.7 ذكر، ويوجد لكل 100 أنثى في الثامنة عشر من عمرها فما فوق 128.4 ذكر.
بلغ متوسط دخل الأسرة في المدينة 25,962 دولار، أما متوسط دخل العائلة فبلغ 33,750 دولار. وكان متوسط دخل الذكور 24,844 دولار مقابل 20,625 دولار للإناث. وسجل دخل الفرد الخاص بالمدينة 17,477 دولار. وكانت نسبة 22.0% من العائلات ونسبة 22.9% من السكان تحت خط الفقر، وكان من هؤلاء نسبة 35.4% تحت سن الثامنة عشر ونسبة 33.3% في الخامسة والستين من العمر وما فوق.

### تعداد عام 2010
بلغ عدد سكان إميرادو 414 نسمة بحسب تعداد عام 2010، وبلغ عدد الأسر 184 أسرة وعدد العائلات 119 عائلة مقيمة في المدينة. في حين سجلت الكثافة السكانية 1,335.5 نسمة لكل ميل مربع (515.6/كم2). وبلغ عدد الوحدات السكنية 233 وحدة بمتوسط كثافة قدره 751.6 لكل ميل مربع (290.2/كم2).
وتوزع التركيب العرقي للمدينة بنسبة 80.2% من البيض و 7.0% من الأمريكيين الأصليين و 1.9% من الأمريكيين ذوي الأصول الآسيوية و 4.6% من الأمريكيين الأفارقة و 4.3% من عرقين مختلطين أو أكثر.
بلغ عدد الأسر 184 أسرة كانت نسبة 29.3% منها لديها أطفال تحت سن الثامنة عشر تعيش معهم، وبلغت نسبة الأزواج القاطنين مع بعضهم البعض 46.7% من أصل المجموع الكلي للأسر، ونسبة 12.0% من الأسر كان لديها معيلات من الإناث دون وجود شريك، بينما كانت نسبة 6.0% من الأسر لديها معيلون من الذكور دون وجود شريكة وكانت نسبة 35.3% من غير العائلات. تألفت نسبة 31.5% من أصل جميع الأسر من أفراد ونسبة 6.5% كانوا يعيش معهم شخص وحيد يبلغ من العمر 65 عاماً فما فوق. وبلغ متوسط حجم الأسرة المعيشية 2.74، أما متوسط حجم العائلات فبلغ 2.25.
بلغ العمر الوسطي للسكان 39.1 عاماً. وكانت نسبة 22% من القاطنين تحت سن الثامنة عشر، وكانت نسبة 9.1% بين الثامنة عشر والأربعة وعشرون عاماً، ونسبة 27.1% كانت واقعةً في الفئة العمرية ما بين الخامسة والعشرون حتى والأربعة وأربعون عاماً، ونسبة 33.3% كانت ما بين الخامسة والأربعون حتى الرابعة والستون، ونسبة 8.5% كانت ضمن فئة الخامسة والستون عاماً فما فوق. وتوزع التركيب الجنسي للسكان بنسبة 51.9% ذكور و48.1% إناث.

## وصلات خارجية
- The US50 - Cities and Towns in Wisconsin State
- Wisconsin Cities and Towns, Facts, Map, Flag, Colleges, Government, and More